# Carlo Checchinato

a Compétitions nationales et continentales officielles uniquement.

b Matchs officiels uniquement.
Carlo Checchinato, né le 30 août 1970 à Adria, est un joueur italien de rugby à XV évoluant au poste de deuxième ligne ou troisième ligne centre. International italien à 83 reprises entre 1990 et 2004, il joue en club avec Rugby Rovigo puis le Benetton Trévise.

## Biographie
Carlo Checchinato a joué en équipe d'Italie et évolué au poste de deuxième ligne (1,98 m pour 110 kg).
Il a commencé à jouer dans les équipes de jeunes de Rugby Rovigo.Il devient titulaire dans l'équipe première pendant le championnat 1988-89.  
Il a honoré sa première cape internationale le 30 septembre 1990 contre les Espagnols comme deuxième ligne.
En 1995, il rejoint l'équipe de Benetton Rugby Trévise avec laquelle il terminera sa carrière.
Il a disputé 242 matches dans la plus haute division italienne et il est l'avant qui a marqué le plus d'essais au monde au niveau international.  
Carlo Checchinato a connu sa dernière cape le 20 mars 2004 avec les Azzurri contre les Irlandais.
En novembre 2005 il a été nommé team manager de l'Équipe d'Italie.

## Équipe nationale
Carlo Checchinato compte 83 capes avec l'Équipe d'Italie, dont 73 en tant que titutaire, depuis sa première sélection le 30 septembre 1990 contre l'Espagne à Rovigo. Il obtient sa dernière cape le 20 mars 2004 contre l'Irlande à Lansdowne Road.
Durant sa carrière internationale, il inscrit 105 points, 21 essais, ce nombre étant le record mondial pour un avant au terme de sa carrière. Il est ensuite dépassé par le Gallois Colin Charvis lors d'une défaite 34 à 12 face aux Springboks.
Il participe à quatre éditions du Tournoi des six nations, en 2000, 2001, 2002 et 2004, disputant seize rencontres, quatorze comme titulaire, et inscrivant quatre essais. 
Il participe également à quatre éditions de la coupe du monde disputant deux rencontres en 1991, une en 1995, quatre en 1999 et quatre en 2003. Il dispute ainsi un total de dix rencontres, dont sept en tant que titulaire. Lors de cette édition 2003, il dispute son seul match où il occupe le rôle de capitaine, face à la Nouvelle-Zélande. 

## Parcours en club
- Rugby Rovigo (1988-1995)
- Benetton Rugby Trévise (1995-2005)

## Palmarès en club
- championnat d'Italie : 
  - 1990 avec Rugby Rovigo
  - 1997, 1998 avec Benetton Trévise